# ほぼ月間イーグルス
『ほぼ月刊イーグルス』(ほぼげっかんイーグルス)は、CS放送・日テレプラス ドラマ・アニメ・スポーツ（現・日テレプラス ドラマ・アニメ・音楽ライブ）で2013年11月から放送されていた番組。

## 内容
東北楽天ゴールデンイーグルスの試合ダイジェストやインタビュー、球団情報を伝える球団公認番組。
製作著作：日本テレビ・制作：CS日テレ・制作協力：AX-ONとなっており、試合中継の制作とは大幅に異なる。

### 勝手にMVP
番組のコーナーであり、番組が勝手にその月のMVP選手を決めている。

#### 受賞選手
- 第1回(4月) - 福山博之
  - 受賞理由:プロ初勝利をあげたから。

### NEXTブレイクは誰だ！
期待の選手をクローズアップするコーナー。

### 楽天イーグルス球団情報
試合開催日のイベントや各種球団オフィシャルの告知が行われるコーナー。

## 放送時間
毎月月末に初回放送（放送時間はその時々により不定）。基本は30分番組だが、2014年4月放送分より試合中継放送開始前の時間に15分（ショートバージョン）番組としても放送。
また、不定期ではあるが日テレプラス プロ野球中継 楽天イーグルス HEAT! LIVEの放送時間内に、野球中継が終了した場合、「勝ち星コレクション」とともに放送されている。

## 番組MC
- 羽村亜美
- 西村祐美（2014年5月放送分担当）